# Kalamazoo (Michigan)
Kalamazoo település az Amerikai Egyesült Államok Michigan államában, Kalamazoo megyében, melynek megyeszékhelye is. Lakosainak száma 73 598 fő (2020. április 1.).

## Népesség
A település népességének változása:

| 2010 | 74 262 |
| 2020 | 73 598 |